# Peter Gumpel
Kurt Peter Gumpel SJ (* 15. November 1923 in Hannover; † 12. Oktober 2022 in Rom) war ein deutscher römisch-katholischer Ordenspriester und Kirchenhistoriker.

## Leben
Peter Gumpel wuchs im Zooviertel Hannovers sowie im Stadtteil Kleefeld als Sohn des zum Christentum konvertierten Bankiers Kurt Gumpel auf und wurde am 27. Dezember 1923 in der St. Elisabeth-Kirche in Hannover getauft. Unter der nationalsozialistischen Herrschaft wurden Mitglieder seiner Familie wegen ihrer jüdischen Herkunft von den Nationalsozialisten verfolgt. Der Familie gehörten das Bankhaus Z. H. Gumpel und das 1925 übernommene Bankhaus Ephraim Meyer & Sohn. Ein Teilhaber, Peter Gumpels Vater Kurt Gumpel, hielt sich im Sommer 1933 in Wien auf, da er auch österreichischer Honorarkonsul in Hannover war. Aufgrund von Warnungen kehrte er nicht nach Deutschland zurück; 1938 wurde das Bankhaus Z. H. Gumpel liquidiert. Kurt Gumpel emigrierte mit seiner Familie nach Frankreich und weiter ins sichere Portugal. Der damals fünfzehnjährige Peter Gumpel fand 1938 unter falschem Namen Aufnahme im Jesuiteninternat von Nijmegen und blieb dort bis Kriegsende. Nach dem Krieg zog er nach Rom, wo er im September 1952 zum Priester geweiht wurde.
Ab 1947 war er Repetitor am Germanicum in Rom. Er wurde 1964 an der Päpstlichen Universität Gregoriana promoviert. Gumpel wurde Professor für „Geschichte und Theologie der katholischen Spiritualität“ an der Gregoriana. Ab 1960 war er stellvertretender Generalpostulator des Jesuitenordens.
Während des Zweiten Vatikanischen Konzils (1962–1965) war Peter Gumpel zusammen mit Paolo Molinari als Berater und Übersetzer engagiert. Er hat über einhundert Reden für das Konzil (mit)geschrieben, übersetzt und beraten.
Er gehörte zu den wenigen Jesuiten, die im Auftrag von Papst Paul VI. eine Erlaubnis zum direkten Zugang zum Vatikanischen Geheimarchiv bekommen hatten. Von 1972 bis 1983 war er theologischer Richter bei der Kongregation für die Selig- und Heiligsprechungsprozesse. Von 1983 bis 2013 war er der Relator im Seligsprechungsprozess von Pius XII.

## Positionen
Gumpel äußerte sein Bedauern darüber, dass bekannte katholische Persönlichkeiten und Gruppen die Seligsprechung Pius’ XII. in Frage stellten und jüdische Gruppen dem Seligsprechungsprozess Widerstand entgegensetzten. In diesem Zusammenhang äußerte Gumpel gegenüber einer österreichischen Zeitung, es sei eine unbestreitbare historische Tatsache, dass viele der Bolschewisten, die die katholische und orthodoxe Kirche in Russland verfolgt hätten, Juden gewesen seien.
Als Relator im Seligsprechungsprozess von Pius XII. stellte sich Gumpel wiederholt gegen den Vorwurf des angeblichen Schweigens zum Holocaust von Pius XII. und wies Vorwürfe zurück, der Vatikan wolle Akten über Pius XII. nicht veröffentlichen. Gumpel selbst hatte lange vor der historischen Aufarbeitung Einblick in das Vatikanische Geheimarchiv zum Pontifikat von Pius XII.

## Familie
Über die familiäre Herkunft Peter Gumpels gab es Gerüchte, nach denen er der Sohn eines hochrangigen Hohenzollern oder Welfen sein soll, was er jedoch nicht bestätigte. In einem Interview mit Paul Badde sagte er 2013: „Es ist auch völlig unwesentlich, denn wenn das wahr wäre, ich sage wenn, ist die Sache ja sowieso nie zu irgendeiner konkreten Lösung gekommen. Ich kenne diese Gerüchte und werde sie weder bestätigen noch direkt verneinen.“ Er erklärte, aus einer „sehr reichen und sehr einflussreichen Familie“ zu stammen und seinen Namen „völlig geändert“ zu haben. Aufgrund der verantwortungsvollen Stellung seines Großvaters sei er bereits als Kind bedeutenden Persönlichkeiten vorgestellt worden und habe beispielsweise schon mit sechs Jahren Eugenio Pacelli kennen gelernt. Er habe der Gesellschaft Jesu versprechen müssen, über seine Herkunft nicht zu sprechen. Die Hannoversche Allgemeine Zeitung schrieb dagegen 2014 nach einem Gespräch mit Gumpel über die Seligsprechung der Päpste Johannes XXIII. und Johannes Paul II.: „Gumpel wuchs in einer Villa in Hannover-Kleefeld auf. Sein Vater war zum Katholizismus konvertiert, doch wegen seiner jüdischen Vorfahren musste die Familie in der NS-Zeit aus Deutschland fliehen. Sein Großvater, ein Bankier, starb in Theresienstadt.“

## Schriften (Auswahl)
- Kurt Peter Gumpel: Actus moraliter boni. Ein Beitrag zu der Erkenntnis der Gnadenlehre des Gregor von Rimini († 1358). 1973 (Dissertation, Gregoriana, 1964), OCLC 62578479.